# Reynaldo Pérez Só
Reynaldo Pérez Só (Caracas, 18 de noviembre de 1945 - Valencia, Venezuela, 30 de julio de 2023) fue un poeta, traductor, cofundador venezolano. Director de la Revista Poesía, editada por la Universidad de Carabobo. Poseía la especialidad de orientación y la de médico obtenidas en la misma casa de estudios. Ha sido un constante propiciador de talleres literarios así como uno de sus pioneros. Recibió el Premio Nacional de Literatura de Venezuela del periodo 2019-2020.

## Vida
Tanto Valencia (Venezuela) como las Islas Canarias (España) han sido sus dos residencias más permanentes. Su obra poética penetra el paisaje interior con cierta dificultad del verbo, característica de su deseo de ascesis y de una necesidad de elevación interior que requiere la transformación en varios planos de conciencia. 
Sus tres primeros libros: Para Morirnos de otro Sueño de 1971,Tanmatra  de 1972 y Nuevos Poemas de 1975 son ya obras de cierto culto en Venezuela y aportaron a la poética del país una mirada al mundo subjetivo e ilusorio del hombre. Desde el punto de vista formal hay un estado de carencia y desnudez en su estilo que subrayan el  silencio y la separación interior. Su obra, por su atipicidad formal y sus búsquedas de sincronicidad bilingüe (Solonbra), son suficientes para deslindarse de una poesía tradicional volcada al exuberante entorno vegetal creando un capítulo aparte  en la literatura contemporánea venezolana. Pérez Só permite la adhesión de sentimientos del hombre urbano por su ínsita soledad y por la preocupación espiritual del hombre en relación con su yo-objeto, esa corporeidad inocente que convive con los objetos del mundo ordinario y con su finitud existencial: «el hombre no se parece a la lluvia/ el hombre camina/ piensa/ y se multiplica/ la lluvia/ vive arriba/ y baja y se retorna// nosotros hablamos y morimos// la lluvia es otra cosa».

## Obra
- Para morirnos de otro Sueño. Monte Ávila Editores, 81 p. 1971
- Tanmatra. Caracas, Policrom, 127 p. 1972
- Nuevos Poemas. Universidad de Carabobo, 1975
- 25 Poemas. 1982
- Matadero. Editorial Amazonia, 1986
- Fragmentos de un Taller. Ars Poetica. Ed. Amazonia, 1990
- Reclamo. Ed. Amazonia, 139 p. 1992
- Px'. Ed. Poesía, 1996
- Solonbra. Ed. Poesía, 1998
- Antología Poética. Monte Ávila Editores Latinoamericana, 232 p. ISBN 980-01-1172-7, 2003
- Rosae rosarum. Monte Ávila Editores Latinoamericana, 2011